# Ji Serpentis
Ji Serpentis o Chi Serpentis (χ Ser / 20 Serpentis / HD 140160) es una estrella de magnitud aparente +5,32 en la constelación de Serpens. Está situada en la región central de Serpens Caput, la cabeza de la serpiente. Forma parte de la corriente de estrellas de la asociación estelar de la Osa Mayor.
Ji Serpentis es una estrella blanca de la secuencia principal de tipo espectral A0p cuya temperatura superficial es de 9290 K. Con una luminosidad 34 veces mayor que la del Sol, su masa es de 2,3 masas solares y gira sobre sí misma con una velocidad de rotación proyectada de 75 km/s.
Su metalicidad —contenido relativo de elementos más pesados que el helio— equivale al 56% de la del Sol.
Tiene una edad estimada de 420 millones de años y se halla en la mitad de su vida como estrella de la secuencia principal.
Ji Serpentis es una estrella peculiar. Estas son estrellas cuya abundancia en metales es anómala, al menos en sus capas superficiales. Alioth (ε Ursae Majoris) y α Circini son dos conocidas representantes de esta clase.
Como muchas de estas estrellas, Ji Serpentis es una variable Alfa2 Canum Venaticorum. Su brillo fluctúa 0,03 magnitudes a lo largo de un período de 1,59 días.
Se encuentra a 228 años luz de distancia del sistema solar.